# Ignacio Reyes Saravia
Ignacio Reyes Saravia (Santiago, 1812 - Santiago, 1866) fue un político y comerciante chileno.

## Vida
Fue hijo de Judas Tadeo de Reyes Borda e Ignacia de Saravia y Valtierra. Hermano de los exdiputados propietarios José, Tadeo y Blas Reyes Saravia.
Estudió la carrera mercantil en el Instituto Nacional, egresando de ingeniero comercial en 1830. Fue tesorero de los establecimientos de Beneficencia, Regidor de Santiago y Diputado suplente al Congreso de 1829 por Valdivia, sin embargo, no ocupó la titularidad en ese período.
Militante del Partido Liberal, fue elegido Diputado en propiedad por Valdivia en 1831 y 1834. Fue elegido por Vallenar en 1837 y por Cauquenes en 1840, para ser reelegido nuevamente por Valdivia en 1843. En estos períodos fue integrante de la Comisión permanente de Educación y Beneficencia. Fue Vicepresidente de la Cámara de Diputados (1842).